# Passalora calotropidis
Passalora calotropidis är en svampart som först beskrevs av Ellis & Everh., och fick sitt nu gällande namn av U. Braun 2000. Passalora calotropidis ingår i släktet Passalora och familjen Mycosphaerellaceae.   Inga underarter finns listade i Catalogue of Life.